# 神鬼寓言：英雄
《神鬼寓言：英雄》為一款屬於神鬼寓言系列的清版動作電子遊戲，由Lionhead Studios開發、Microsoft Studios在Xbox 360上發行。發布於2012年Xbox春天展示會，本作作為Xbox Live Arcade Next Promotion的一部份發行於該年5月2日。本作是神鬼寓言系列中第一款“闔家觀賞”的遊戲。
首席設計師泰德·蒂明斯講述開發團隊如何“為陳舊過時的側滾軸帶來現代感”。他還提到《神鬼寓言：英雄》將與《神鬼寓言：魔幻旅程》有所連結。玩家於本作通關後將獲得《神鬼寓言：魔幻旅程》裡的特殊物品，反之亦然。遊戲中還提供額外的頭像獎勵。

## 遊玩機制
《神鬼寓言：英雄》是一款砍殺冒險遊戲。玩家扮演12名橫跨四部《神鬼寓言》遊戲的角色，並以英雄娃娃的形象呈現，這在系列遊戲裡是容易辨識的物品。本作通過Xbox Live或本地多人遊戲可進行多達4名玩家的合作模式，以及在線上排行榜和計時賽進行競賽。在遊戲中，玩家探索阿爾比恩並對抗熟悉的反派以及新敵人，以收集金幣來解鎖《神鬼寓言：英雄》與《神鬼寓言：魔幻旅程》裡的新物品與角色；遊戲裡還會出現Boss戰與成群結隊的小型敵人。系列遊戲中令人熟悉的敵人包括矮人、甲蟲和骷髏人。遊戲關卡中還有藏在寶箱裡的物品可以暫時賦予玩家像是時間減速等能力，以及能給玩家像是矮人服裝等偽裝的物品能讓玩家在遇到對應敵人時不會被攻擊。本作還收錄啟發自系列遊戲概念的迷你遊戲，例如礦車追逐和在限時內躲避小雞。

## 開發
《神鬼寓言：英雄》起源於Lionhead Studios每年舉辦的“創意日”，Lionhead的每個人可以發表對遊戲的看法；2011年初，本作被採納，一個由首席設計師泰德·蒂明斯帶領的五人小組著手開發《神鬼寓言：英雄》。本作隨後在2012年Xbox春季展示會上亮相，並於5月2日作為Arcade Next Promotion的第三款遊戲發布。

## 評價
《神鬼寓言：英雄》的評價好壞參半，不同評論家給出很高到很低的評價都有，其中評價最差的是給本作評分3.5/10的Destructoid：“但凡有一丁點令人興奮的地方，看在它提供簡單的家庭合作娛樂的份上，所有問題都可被忽略。很不幸地，事實並非如此”。2012年7月，本作在Metacritic上評分為55/100。

## 外部連結
- 官方网站